# Космический туалет

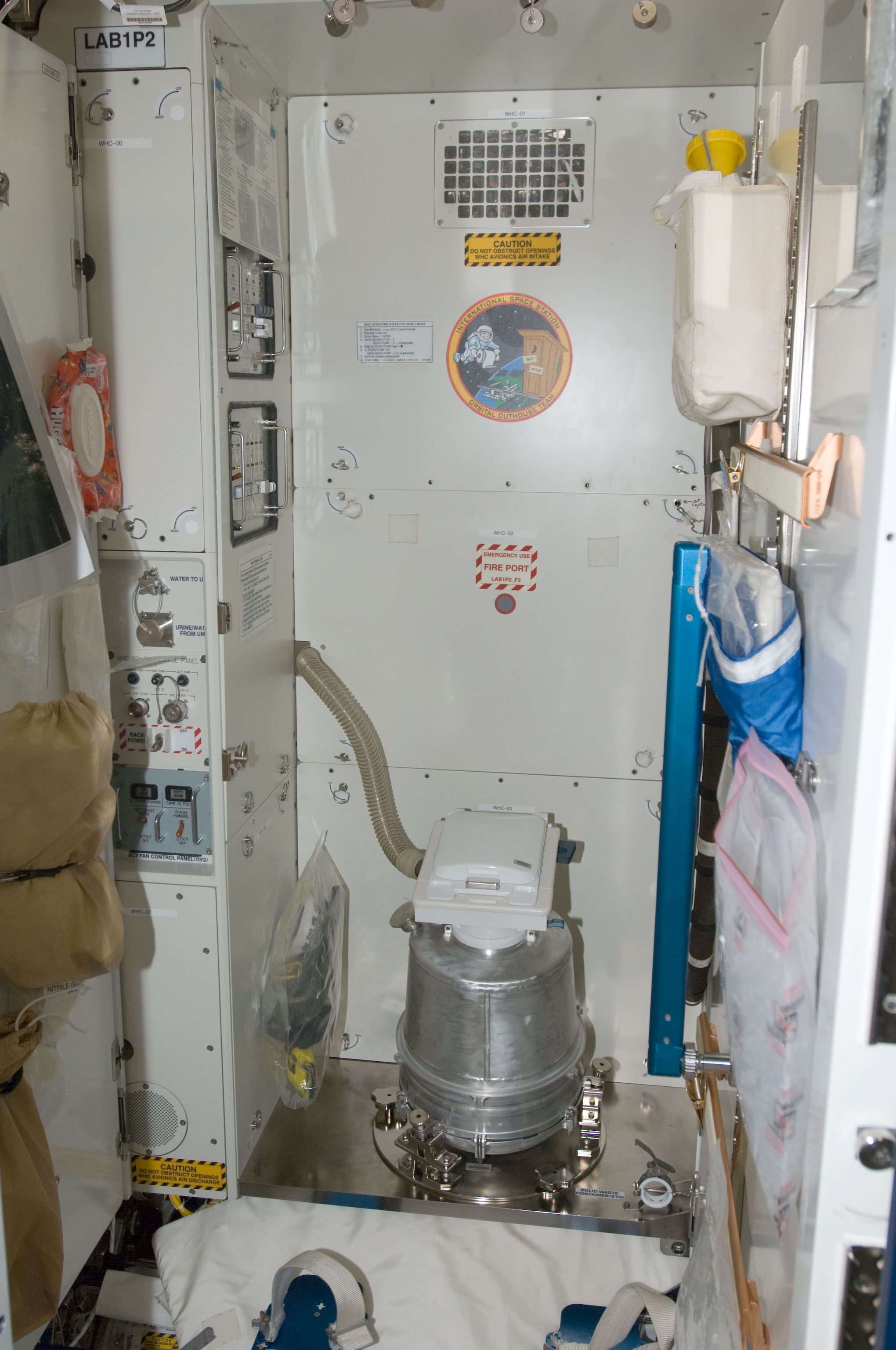
Санитарно-гигиенический блок на МКС в модуле «Спокойствие»

Космический туалет (сокр.: АСУ, ассенизационно-санитарное устройство) — санитарно-гигиенический блок (санузел), находящийся на пилотируемом космическом корабле, орбитальной станции.

## Предыстория
Когда только зарождалась пилотируемая космонавтика и полёты были короткими и выполнялись в большинстве своём в скафандрах, первые устройства для сбора твёрдых и жидких отходов представляли собой эластичные трусы со сменными гигроскопическими прокладками — предтечами подгузников.

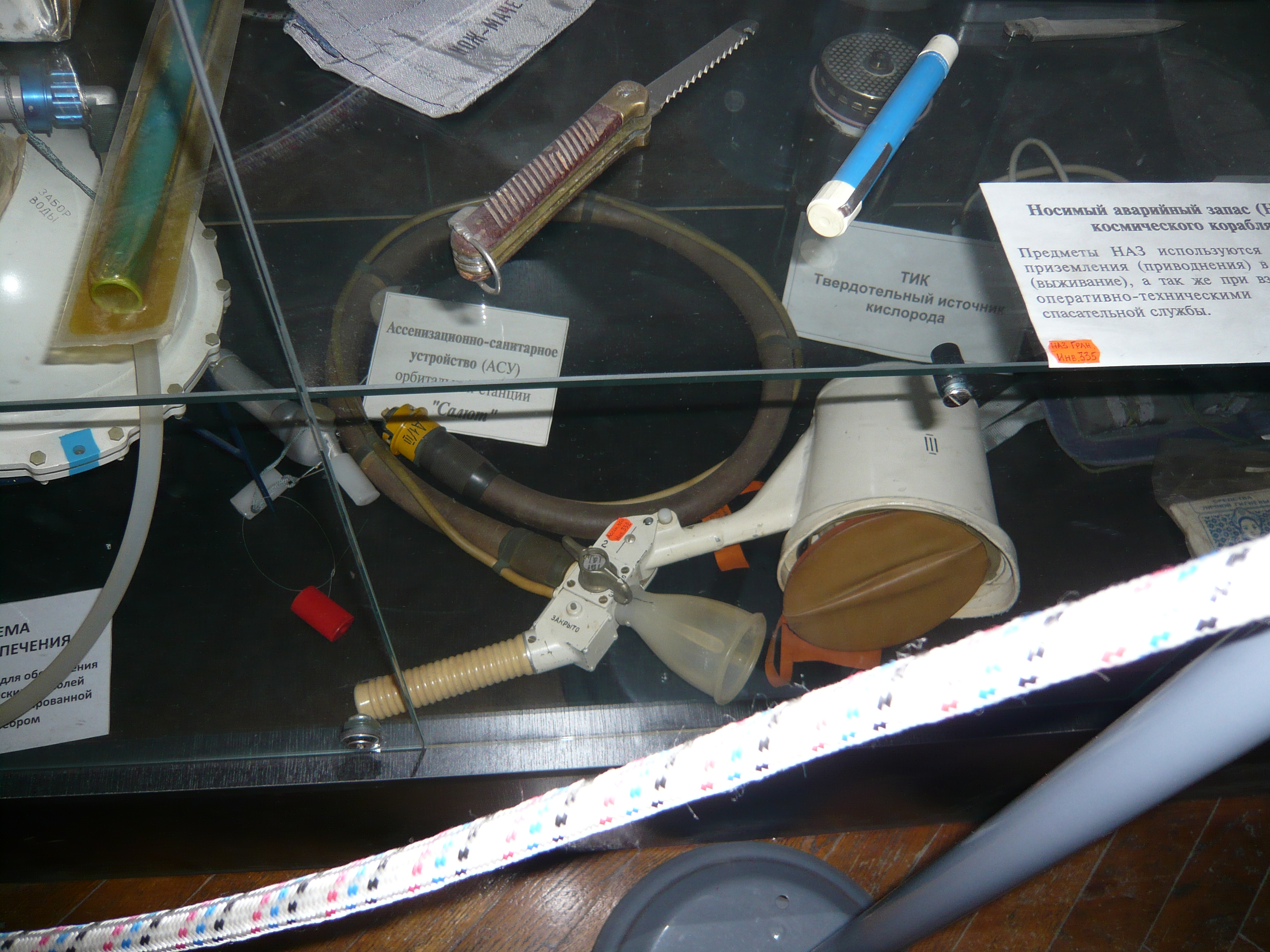
АСУ станции «Салют»

На первой в истории пилотируемой орбитальной станции «Салют-1», как и на второй в истории пилотируемой орбитальной станции «Скайлэб», для гигиены космонавтов был предусмотрен душ. Позже душем был оборудованы «Салют-4», «Салют-5», «Салют-6», «Салют-7» и «Мир». Хотя оказалось не очень удобно и эффективно и вообще сложно в использовании. На Скайлэбе оправдывалось очень большим запасом воды исходно. На Международной космической станции (МКС) душа нет, космонавты умываются с помощью влажных салфеток или воды из-под крана с мылом, упакованным в тюбики. Экипажам предоставляется легкосмываемый шампунь и съедобная зубная паста для экономии воды.
В условиях невесомости на орбитальной станции необходимо использовать вентиляторную всасывающую систему — продукты жизнедеятельности человека, по сути, сдувают потоком воздуха.

## Санузел на орбитальной станции

### МКС

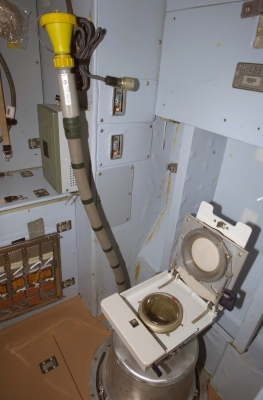
Туалет, расположенный в модуле «Звезда»

На МКС находится 3 санузла, один расположен в модуле «Звезда», второй — в модуле «Спокойствие», был доставлен на станцию STS-126 в ноябре 2008 года, третий переносной, из них два санузла российского производства.
Туалет в модуле «Спокойствие» аналогичен тому, который смонтирован в российском модуле «Звезда», но дополнительно оснащён американской подсистемой регенерации непитьевой воды из мочи́ и пота космонавтов.
НАСА заказало «свой» первый космический туалет для модуля МКС у РКК Энергия в 2007 году за 19 миллионов долларов, так как посчитало, что это будет дешевле, чем разрабатывать свой для МКС с нуля.
Запущенный в 2021 году российский многоцелевой лабораторный модуль «Наука» оснащён новым космическим санузлом.
Космические туалеты имеют официальное название «Waste and Hygiene Compartments». После всасывания все отходы расщепляют на кислород и воду, эти составляющие жидких отходов человека запускают в замкнутый цикл орбитальной станции.
Унитаз на ОС предназначен как для мужчин, так и для женщин — выглядит точно так же, как на Земле, но имеет ряд конструктивных особенностей. Унитаз снабжён фиксаторами для ног и держателями для бёдер, в него вмонтированы мощные воздушные насосы. Космонавт пристёгивается специальным пружинным креплением к сиденью унитаза, затем включает мощный вентилятор и открывает всасывающее отверстие, куда воздушный поток уносит все отходы.
Принцип работы
В туалетах вместо воды используется вакуум. Твёрдые отходы собираются в специальные сетчатые пластиковые мешки, которые некоторое время хранятся в алюминиевых 20-литровых контейнерах. Заполненные контейнеры перекладывают в транспортный грузовой корабль (ТГК) «Прогресс» для дальнейшей утилизации.
После всасывания жидкие отходы собираются с помощью специального шланга с насадкой, которым могут воспользоваться как мужчины, так и женщины, а затем передаются системе регенерации, восстанавливающей их до состояния питьевой воды, которая используется в техническом контуре станции.
На МКС воздух из туалетов перед попаданием в жилые помещения обязательно фильтруется для очистки от бактерий и запаха.

### Мир
На ОС «Мир» впервые в мировой практике была применена система «НИИхиммаш», которая регенерировала из жидких отходов воду.

## Санузел в космических кораблях

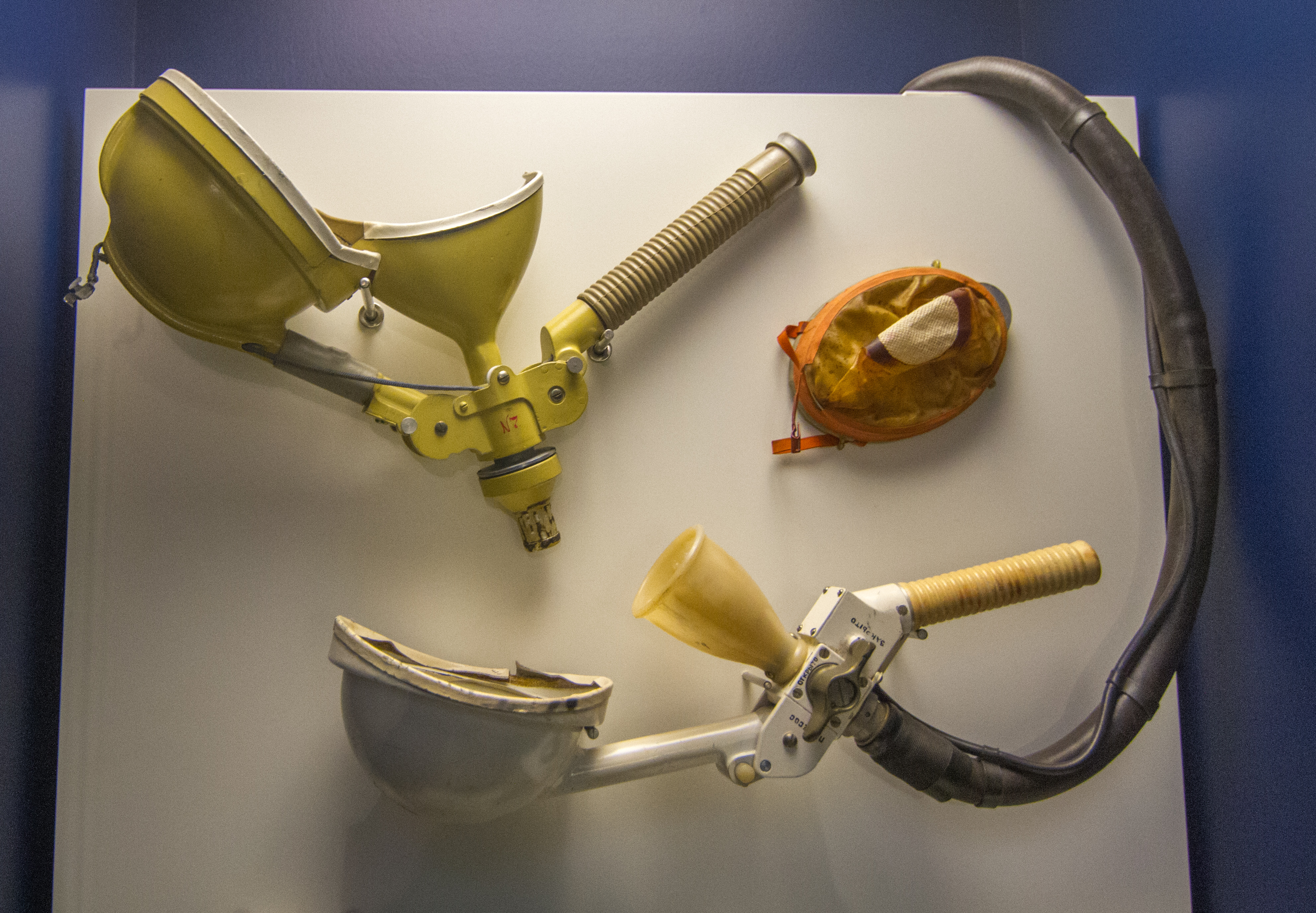
Устройство для отправления потребностей, использовавшееся на корабле «Союз»

Туалеты на орбитальных станциях и космических кораблях (шаттлах, Союзах) существенно различаются в конструкции, ввиду того, что вторые летают недолго, а ОС годами находятся на орбите в космосе.

### На шаттлах

Схема элементов санузла «Спейс шаттла»

На «Шаттле» можно было справлять нужду стоя — как мужчинам, так и женщинам. Для этого была разработана специальная воронка со шлангом, который подсоединяется к унитазу. При желании космонавт может пользоваться ею сидя. Система канализации отделяет твёрдые отходы от жидких. Твёрдые прессуются и хранятся на борту шаттла, а после посадки выгружаются. Жидкие отходы выбрасываются в открытый космос.

## Космический туалет следующего поколения
В 2009 году Японское агентство аэрокосмических исследований (JAXA) объединилось с инженерами от частного сектора для создания в течение пяти лет космического туалета следующего поколения.
В ноябре 2018 года НАСА заключила контракт с фирмой Hamilton Sundstrand Space Systems International стоимостью 16,5 миллионов долларов на поставку туалета следующего поколения для МКС.

## Инциденты

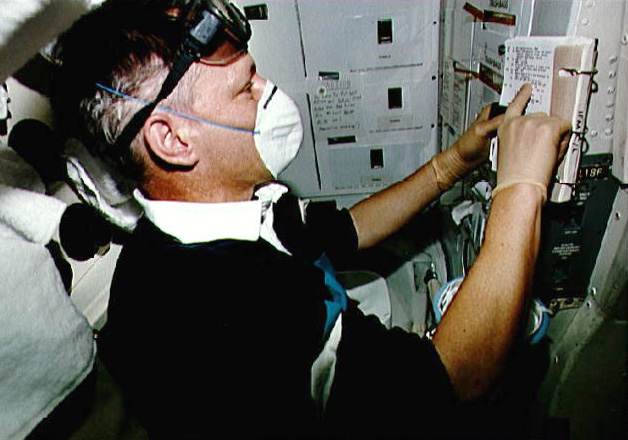
Астронавт Клод Николье изучает руководство по ремонту и техническому обслуживанию санузла, миссия STS-46

- 28 мая 2008 года вышел из строя единственный туалет на МКС (модуль Звезда) из-за засора помпы. У туалета отказал вентилятор двигателя. После этого часть оборудования, отвечающая за сбор жидкости, работала с перебоями[18];
- В октябре 2008 года вышел из строя единственный туалет на МКС (модуль Звезда) из-за засора помпы. Помпа является главным механизмом космического туалета;
- В ноябре 2008 года на МКС вышла из строя система регенерации воды в туалете. Причиной поломки оказалось попадание не в тот сосуд дезинфицирующей жидкости[19];
- 19 июля 2009 года вышел из строя туалет, установленный в американском модуле Дестини. Разделительный насос вышел из строя[20];
- В январе 2010 года на американском сегменте МКС вышел из строя туалет. Большое содержание кальция в жидких отходах космонавтов вызвало засор системы водоочистки. В связи с поломкой содержимое туалета пришлось загружать в ТГК «Прогресс», который был сведён с орбиты Земли и затоплен в Тихом океане;
- 6 июля 2010 года на американском сегменте МКС вышел из строя туалет. В трубопроводе появились пузырьки воздуха, которые заблокировали систему.
- В июле 2018 года НАСА заказала у РКК Энергия техническое обслуживание своего туалета и заключило новые контракты с российской корпорацией[9].